# 2004 PZ107
2004 PY117, também escrito como 2004 PZ107, é um objeto transnetuniano que está localizado no Cinturão de Kuiper, uma região do Sistema Solar. Ele possui uma magnitude absoluta de 7,5 e tem um diâmetro estimado com 139 km.

## Descoberta
2004 PZ107 foi descoberto no dia 14 de agosto de 2004 pelo astrônomo Marc W. Buie.

## Órbita
A órbita de 2004 PZ107 tem uma excentricidade de 0,184 e possui um semieixo maior de 45,542 UA. O seu periélio leva o mesmo a uma distância de 37,171 UA em relação ao Sol e seu afélio a 53,913 UA.